# ホウエツ病院
医療法人芳越会ホウエツ病院（いりょうほうじんほうえつかいほうえつびょういん）は、徳島県美馬市脇町大字猪尻八幡神社下南130－3にある民間の総合病院である。
徳島県の西部医療圏を担う二次救急指定医療機関であり、南海トラフ巨大地震など大規模災害に備えて民間病院では全国初となる24時間発着可能なヘリポートを完備している。日本救護救急財団による病院前診療事業構築支援により、救命救急士が24時間365日体制で常駐して外来患者や救急患者のトリアージや受診相談を行っている
。

## 施設認定
- 保険医療機関[3]
- 身体障害者福祉法指定医療機関
- 生活保護法指定医療機関
- 自立支援医療 (精神通院医療)機関
- 難病医療費助成医療機関
- 臨床研修病院
- DPC対象病院
- 労災保険指定医療機関
- 救急告示病院（二次救急）
- NST（栄養サポートチーム）稼働認定施設[4]
- 徳島県DMAT（災害派遣医療チーム）指定病院
- 徳島県災害医療支援病院[5]
- 在宅療養支援病院
- 紹介受診重点医療機関[6]
- 全日本病院協会災害時医療支援活動指定病院[7]

## 診療科目
- 内科
- 呼吸器内科
- 循環器内科
- 放射線科
- 外科
- 整形外科
- リハビリテーション科
- 脳神経外科
- 脳神経内科
- 糖尿病内科
- 皮膚科
- 婦人科
- 麻酔科
- 救急科
- 臨床検査科
- 小児科

## 受付時間
- 休診日
  - 日曜日・祝日（救急外来は24時間365日体制で受入）
- 外来受付時間
  - 8:30～11:30
  - 13:00～17:00
- 外来診療時間
  - 9:00～12:00
  - 13:30～17:30
- 面会時間
  - 14:00～18:00

## 許可病床
- 一般病棟29床
- 地域包括ケア病棟14床
- 回復期リハビリテーション病棟22床

## 交通アクセス（自動車）
- 徳島自動車道脇町インターチェンジから車5分

## 公式サイト
- 医療法人芳越会ホウエツ病院